# 古费恩森林
古费恩森林（法語：Forêt de Gouffern，法語發音：[fɔʁɛ də ɡufɛʁn]）是法国西北部诺曼底大区奥恩省的一片森林，占地4104公顷。该森林被奥恩河支流于尔河分割为大古费恩森林（Grande Gouffern）和小古费恩森林（Petite Gouffern）两部分。